# Jalmari Parikka
Hjalmar Fabian Parikka, född 16 oktober 1891 i Sordavala, död 27 mars 1959 Helsingfors, var en finländsk skådespelare, teaterdirektör, scenograf, och under finska inbördeskriget befälhavare i Röda gardet.

## Biografi
Jalmari Parikka föddes i karelska Sordavala och han gick i skolan i den ryska huvudstaden Sankt Petersburg. Efter att ha utbildat sig till typograf i Kajana började han där ett turnerade teaterliv hos Kaarlo Kari i Finska teaterföreningen (Suomalainen Teatteriseurue) 1911.
När finska inbördeskriget bröt ut 1918 ledde Parikka arbetareteatern i Enso. Snart utsågs han till ledare för det lokala röda gardet i Vuoksendalen. Senare under broderskapskriget var Parikka de rödas frontkommendant vid Joutseno och en av de rödas befälhavare som ansvarade för stadens försvar under slaget om Viborg. Han greps av de vita efter slaget i Naulasaari och fördes till fånglägret i Dragsvik där hand dömdes till döden.  Straffet omvandlades senare till livstids fängelse.
Efter den allmänna amnestin 1921 arbetade Parikka på teatrar över hela landet. Han blev tillfälligt teaterdirektör för Vasa stadsteater 1922, men det varade inte länge. Parikka var ledare för arbetarteatrar i bland annat Björneborg, Viborg och för S:t Michels teater 1926 till 1927. Från slutet av 1920-talet var han skådespelare på Viborgs stadsteater, Parikka var en utmärkt uttolkare av Molières komedier och han arbetade länge där.
Parikka kom sent till filmen och var nästan 50 år gammal i sin filmdebut, vilken ansågs framstående, som fängelsevakt i Den stulna döden 1938. Samma år skrev han memoarboken Den sista striden om sina upplevelser under inbördeskriget.
Mellan 1938 och 1958 gjorde Parikka över 50 filmframträdanden, inklusive den populära Pekka och Pätkä-komedifilmserien. Han är kanske är kanske bäst känd för filmrollen som fältartistsergeanten Sampsa Samperin i militärfarsen Nin se on, pojat! (Korpral Möttönen) 1942. Tack vare Parikkas litenhet och något bräckliga natur användes han i komiska roller. Andra minnesvärda roller är i filmerna En mans väg 1940, Vagabondvalsen 1941, Piraten älskaren 1949, På livets landsväg 1950, Noita palaa elämään  (Häxan går igen) 1952, Kasvot kuvastimessa (Flickan och spegeln) 1953, Villi Pohjola  (Den vilda norden) 1955, Jokin ihmisessä (Något i människan) 1956, Nuori mylläri (Den unga mjölnaren) 1958 och Niskavuoren naiset (Kvinnorna på Niskavuori) samma år.
Filmerna Parikka medverkade i hade många olika regissörer, och rollerna var ofta ganska små, men även när hans namn inte ens stod med i rollistan kände publiken igen Parikkas markanta profil. Hans sista filmframträdande var postumt, William Markus Flickan från den vita skogen släpptes 1960.
Jalmari Parikka var gift två gånger, med Aino Maria Railo och Elin Maria Hokkanen.

## Filmografi (i urval)
- 1938 – Den stulna döden
- 1939 – Bättre fly än illa fäkta
- 1940 – En mans väg
- 1941 – Vagabondvalsen
- 1949 – Piraten älskaren
- 1950 – På livets landsväg
- 1954 – Opri
- 1954 – Jag ringer dej i kväll
- 1954 – Alla äro vi skyldiga
- 1955 – Villi Pohjola
- 1957 – Korset och lågan